# 阿羅約納蘭霍

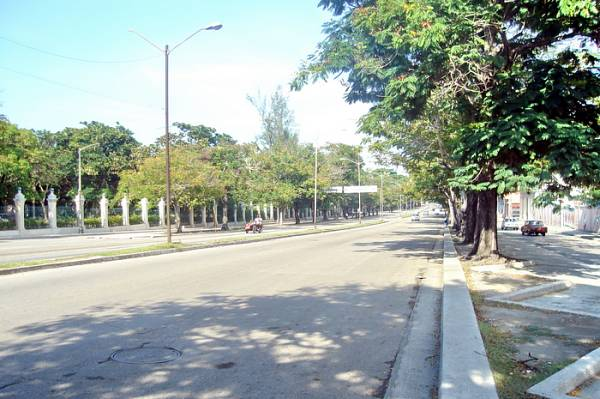

阿羅約納蘭霍是古巴首都哈瓦那的一个区，面積83平方公里，海拔高度85米，2004年人口210,053，人口密度為每平方公里2,530.8人。